# Urugwaj na Letnich Igrzyskach Olimpijskich 1956
Reprezentacja Urugwaju na Letnich Igrzyskach Olimpijskich 1956 – licząca 21 zawodników reprezentacja Urugwaju na Letnie Igrzyska Olimpijskie 1956. Urugwajczycy wystartowali w pięciu dyscyplinach sportowych i zdobyli jeden brązowy medal, co pozwoliło na zajęcie 35. miejsca w klasyfikacji medalowej tych igrzysk. Był to siódmy w historii start reprezentacji Urugwaju na letnich igrzyskach olimpijskich.
Najmłodszym reprezentantem Urugwaju był Carlos Blixen (19 lat 331 dni), a najstarszym – Nelson Demarco (31 lat i 290 dni).

## Zdobyte medale
| Medal | Zawodnik | Dyscyplina sportowa | Konkurencja         |
| ----- | --- | ------------------- | ------------------- |
| Brąz  | Oscar Moglia, Ariel Olascoaga, Milton Scarón, Carlos González, Sergio Matto, Raúl Mera, Héctor Costa, Nelson Demarco, Héctor García, Carlos Blixen, Nelson Chelle, Ramiro Cortés | Koszykówka          | Koszykówka mężczyzn |

## Kolarstwo
| Konkurencja                 | Zawodnik                                                        | Czas    | Miejsce |
| --------------------------- | --------------------------------------------------------------- | ------- | ------- |
| 1000 m na czas              | Luis Serra                                                      | 1:12,3  | 5.      |
| Pościg drużynowy            | Alberto Velázquez, Eduardo Puertollano, Luis Serra, René Deceja | 5:02,4  | 14.     |
| 1000 m na czas              | Luis Serra                                                      | 1:12,3  | 5.      |
| Indywidualny wyścig szosowy | René Deceja                                                     | 5:31,58 | 33.     |
| Indywidualny wyścig szosowy | Walter Moyano                                                   | DNF     | DNF     |
| Indywidualny wyścig szosowy | Eduardo Puertollano                                             | DNF     | DNF     |
| Indywidualny wyścig szosowy | Alberto Velázquez                                               | DNF     | DNF     |

## Koszykówka
| Zawodnicy | Konkurencja         | Miejsce |
| --- | ------------------- | ------- |
| Oscar Moglia, Ariel Olascoaga, Milton Scarón, Carlos González, Sergio Matto, Raúl Mera, Héctor Costa, Nelson Demarco, Héctor García, Carlos Blixen, Nelson Chelle, Ramiro Cortés | Koszykówka mężczyzn | 3.      |

## Lekkoatletyka
| Konkurencja | Zawodnik       | Wynik | Miejsce |
| ----------- | -------------- | ----- | ------- |
| Skok w dal  | Fermín Donazar | 6,57  | 12.     |

## Szermierka
| Konkurencja          | Zawodnik         | Miejsce        |
| -------------------- | ---------------- | -------------- |
| Szabla indywidualnie | Teodoro Goliardi | 6. w rundzie 2 |

## Wioślarstwo
| Konkurencja     | Zawodnik                      | Miejsce        |
| --------------- | ----------------------------- | -------------- |
| Dwójka podwójna | Paulo Carvalho, Miguel Seijas | 2. w półfinale |